# Rupert (rzeka)
Rupert (fr. Rivière Rupert) – rzeka we wschodniej Kanadzie, na północy prowincji Quebec. Jest jedną z dziesięciu najdłuższych rzek w prowincji. 
Rupert wypływa z największego w Quebecu jeziora, Mistassini. Płynie na zachód przez dziewicze lasy borealne, ostatecznie w okolicach osady Indian Kri Waskaganish wpływa do Zatoki Jamesa, która stanowi część Zatoki Hudsona. Na rzece występują liczne katarakty, w tym najbardziej znane Rapides Kaumwakweyuch.
11 stycznia 2007 rozpoczęto prace nad projektem hydroelektrycznym l'Eastmain-1-A–Sarcelle–Rupert. Według jego założeń część (71%) wód rzeki Rupert ma zostać skierowana na północ i zasilić istniejące już sztuczne zbiorniki wodne na rzece La Grande. Po zakończeniu prac uzyskiwanych będzie dodatkowe 8,5 TWh rocznie. Wzbudziło to kontrowersje wśród miejscowej ludności, w związku z czym wykonawca, Hydro-Québec, umieścił w projekcie również m.in. budowę ośmiu instalacji na rzece, mających na celu zachowanie jej obecnej objętości i średniego przepływu wód oraz instalacje mające na celu zminimalizowanie zalanych obszarów na odcinku, na którym rzeka będzie prowadzona na północ. Ponadto w ramach projektu zostaną zbudowane również dwie nowe centrale: Eastmain-1-A oraz Sarcelle.